# チェルシーホテル (映画)
『チェルシーホテル』（原題: Chelsea Walls）は、2002年に公開されたアメリカ合衆国の映画。監督はイーサン・ホーク。

## キャスト
※括弧内は日本語吹替。
- グレース：ユマ・サーマン（よのひかり）
- オードリー：ロザリオ・ドーソン（斎藤恵理）
- フランク：ヴィンセント・ドノフリオ（江川大輔）
- ヴァル：マーク・ウェバー（大水忠相）
- バド：クリス・クリストファーソン（広瀬正志）
- グレタ：チューズデイ・ウェルド（定岡小百合）
- ロス：スティーヴ・ザーン（花輪英司）
- マリー：ナターシャ・リチャードソン（すずき紀子）
- テリー：ロバート・ショーン・レナード（仮屋昌伸）
- Crutches：ケヴィン・コリガン
- スキニー：ジミー・スコット
- ディーン：ジョン・セイツ（宝亀克寿）
- ベテラン警官：ポール・D・ファイラ（石井隆夫）
- 新米警官：マシュー・デル・ネグロ（飯塚宏）